# Tập Trân
Tập Trân (giản thể: 习珍; phồn thể: 習珍; bính âm: Xí Zhēn; ?–222) là tướng lĩnh nhà Quý Hán thời Tam Quốc trong lịch sử Trung Quốc.

## Cuộc đời
Tập Trân quê ở huyện Tương Dương, quận Nam, sau tách thành quận Tương Dương thuộc Kinh châu. Họ Tập là vọng tộc bản địa, nhiều thế hệ làm quan viên. Trong đó, Tập Thừa Nghiệp, Tập Trinh theo Lưu Bị vào đất Thục. Tổ tiên của Tập Trân là ẩn sĩ Tập Dung thời nhà Tân, có con trai Tập Úc làm quan Thị trung thời Hán Quang Vũ đế.
Thời trẻ, Tập Trân theo Lưu Bị chinh chiến. Năm 208, sau trận Xích Bích, Lưu Bị thu hàng bốn quận Kinh Nam, lấy Tập Trận làm Linh Lăng bắc bộ Đô úy, thêm chức Tỳ tướng quân.
Năm 219, nhân lúc Quan Vũ hành quân bắc phạt, Tôn Quyền lấy Lã Mông làm Đốc, đánh lén Kinh Châu. Các quận huyện thuộc Vũ Lăng, Linh Lăng đều bị đánh hạ hoặc đầu hàng, chỉ có Tập Trân cố thủ quận trị tiếp tục phản kháng. Em trai của Trân là Tập Hoành khuyên rằng:
Lấy dân đã tan vỡ, chống lại địch đang thừa thắng, áo giáp không vững chắc, kẻ sĩ không bền lòng, khó mà thành công. Chi bằng tạm khuất tiết với chúng, rồi sau dựng lại để báo đáp Hán thất.
Tập Trân tiếp thu, mở thành đầu hàng, nhưng âm thầm liên kết với Vũ Lăng Tùng sự Phàn Trụ (樊胄) để chờ thời cơ dấy quân.
Khoảng 220–221, việc bị lộ, Phàn Trụ bị Tôn Quyền đánh tan. Tập Trân phát động nổi dậy, thu phục bảy huyện thuộc quận Linh Lăng. Trận xưng hiệu Thái thú Thiệu Lăng, đóng quân ở vùng giáp giới với người Di để hỗ trợ quân Lưu Bị ở Di Lăng.
Năm 222, Lưu Bị bị Lục Nghị đánh bại, phải rút chạy về thành Bạch Đế. Tôn Quyền phái Bộ Chất từ Ích Dương bình định hai quận Linh Lăng, Quế Dương. Sau đó, lại phái hàng thần Phan Tuấn cầm quân tiêu diệt Tập Trân.
Tập Trân thua trận, phải bỏ thành, dẫn mấy trăm người lên núi cố thủ. Phan Tuấn một mình một ngựa đi đến chân núi gọi hàng. Trân đáp trả: Ta thà làm quỷ nhà Hán, không làm thần tử của Ngô, đừng cố ép nữa. Sau đó cho người bắn tên, buộc Tuấn phải bỏ chạy.
Tập Trân cố thủ hơn một tháng. Lương thực với mũi tên đều cạn sạch. Trân nói với thủ hạ: Nhận ơn dày của nhà Hán, không thể không báo, chỉ có chết mà thôi. rồi rút kiếm tự vẫn.
Lưu Bị nghe tin Tập Trân tử trận, lập tức phát tang, truy phong Thái thú Thiệu Lăng.

## Gia đình
- Tập Hoành (習宏), em trai của Tập Trân, bị quân Ngô bắt giữ. Về sau, hễ có việc thì Hoành đều không nói gì, trung trinh với nhà Hán.
- Tập Ôn (習溫), con trai của Tập Trân, có kiến thức, độ lượng. Tập Ôn làm quan cho Đông Ngô qua các chức Thái thú Trường Sa, Vũ Xương, Tuyển tào Thượng thư, Thứ sử Quảng Châu. Ôn ở trong quan trường hơn 30 năm, không kết bè phái, không a dua quyền quý, uống rượu quá chén là say.
- Tập Vũ (習宇), con trai của Tập Ôn, nhận chức Chấp pháp lang.

## Trong văn hóa
Tập Trân không xuất hiện trong tiểu thuyết Tam quốc diễn nghĩa của La Quán Trung.